# Christian Berger (atleta)
Christian Berger (Ámsterdam, Países Bajos, 27 de abril de 1911-12 de septiembre de 1965) fue un atleta neerlandés especializado en las pruebas de 100 m y 200 m, en las que consiguió ser campeón europeo en 1938.

## Carrera deportiva
En el Campeonato Europeo de Atletismo de 1934 ganó la medalla de oro en los 100 metros, llegando a meta en un tiempo de 10.6 segundos, por delante del alemán Erich Borchmeyer y del húngaro József Sir. También ganó el oro en los 200 metros, con un tiempo de 21.5 segundos, llegando a meta de nuevo por delante del húngaro József Sir, y de su compatriota neerlandés Tinus Osendarp.